# Fed Cup 2011 – blok D 1. skupiny zóny Evropy a Afriky
Blok D 1. skupiny zóny Evropy a Afriky Fed Cupu 2011 představoval jednu ze čtyř podskupin 1. skupiny. Hrálo se mezi 2. až 5. únorem v areálu Municipal Tennis Club izraelského Ejlatu venku na dvorcích s tvrdým povrchem. 
Čtyři týmy se utkaly ve vzájemných zápasech. Vítěz sehrál zápas s vítězem bloku A o účast v baráži Světové skupiny II pro rok 2012. Družstvo z druhého místa se střetlo s druhým z bloku B o konečné 5. až 8. místo 1. skupiny. Třetí tým neměl soupeře v zápasech o 9. až 12. místo (skupina A obsahovala pouze tři účastníky) a obsadil konečné 9. místo 1. skupiny. Poslední v klasifikaci nastoupil k zápasu o udržení se čtvrtým z bloku B. Poražený sestoupil do 2. skupiny zóny.

## Blok D
|     |            | Nizozemsko | Maďarsko | Rumunsko | Lotyšsko | Zápasy V/P | Sety V/P | Hry V/P | Pořadí |
| 27. | Nizozemsko |            | 3–0      | 3–0      | 3–0      | 3–0        | 18–2     | 115–60  | 1.     |
| 28. | Maďarsko   | 0–3        |          | 1–2      | 3–0      | 1–2        | 9–10     | 74–84   | 3.     |
| 32. | Rumunsko   | 0–3        | 2–1      |          | 2–1      | 2–1        | 10–10    | 96–80   | 2.     |
| 46. | Lotyšsko   | 0–3        | 0–3      | 1–2      |          | 0–3        | 2–17     | 50–111  | 4.     |

- V/P – výhry/prohry

## Zápasy

### Nizozemsko vs. Rumunsko
| | Nizozemsko | 3 :                                                                               | 0     | Rumunsko |     |  |
| --- | ---------- | --------------------------------------------------------------------------------- | ----- | -------- | --- |  |
| Municipal Tennis Club, Ejlat, Izrael 2. února 2011 tvrdý (venku) |            |                                                                                   |       |          |     |  |
| \| \| \| \| 1. \| 2. \| 3. \| \| \| -- \| \| --------------------------------------------------------------------------------- \| ----- \| --- \| --- \| \| \| 1. \| \| Michaëlla Krajiceková Monica Niculescuová \| 6 3 \| 6 1 \| \| \| \| 2. \| \| Arantxa Rusová Alexandra Dulgheruová \| 6 4 \| 6 3 \| \| \| \| 3. \| \| Kiki Bertensová / Richel Hogenkampová Alexandra Dulgheruová / Monica Niculescuová \| 78 66 \| 3 6 \| 7 5 \| \| \| \| \| \| \| \| \| \| \| \| \| \| \| \| \| \| \| \| \| \| \| \| \| \| \| \| \| \| \| \| \| \| \| \| \| \| \| \| \| \| |            |                                                                                   |       |          |     |  |
| |            |                                                                                   | 1.    | 2.       | 3.  |  |
| 1. |            | Michaëlla Krajiceková Monica Niculescuová                                         | 6 3   | 6 1      |     |  |
| 2. |            | Arantxa Rusová Alexandra Dulgheruová                                              | 6 4   | 6 3      |     |  |
| 3. |            | Kiki Bertensová / Richel Hogenkampová Alexandra Dulgheruová / Monica Niculescuová | 78 66 | 3 6      | 7 5 |  |
| |            |                                                                                   |       |          |     |  |
| |            |                                                                                   |       |          |     |  |
| |            |                                                                                   |       |          |     |  |
| |            |                                                                                   |       |          |     |  |
| |            |                                                                                   |       |          |     |  |

### Maďarsko vs. Lotyšsko
| | Maďarsko | 3 :                                                                     | 0   | Lotyšsko |    |  |
| --- | -------- | ----------------------------------------------------------------------- | --- | -------- | -- |  |
| Municipal Tennis Club, Ejlat, Izrael 2. února 2011 tvrdý (venku) |          |                                                                         |     |          |    |  |
| \| \| \| \| 1. \| 2. \| 3. \| \| \| -- \| \| ----------------------------------------------------------------------- \| --- \| --- \| -- \| \| \| 1. \| \| Tímea Babosová Irina Kuzminová \| 6 3 \| 6 4 \| \| \| \| 2. \| \| Gréta Arnová Līga Dekmeijereová \| 6 3 \| 6 0 \| \| \| \| 3. \| \| Tímea Babosová / Réka-Luca Janiová Līga Dekmeijereová / Irina Kuzminová \| 6 4 \| 6 3 \| \| \| \| \| \| \| \| \| \| \| \| \| \| \| \| \| \| \| \| \| \| \| \| \| \| \| \| \| \| \| \| \| \| \| \| \| \| \| \| \| \| \| |          |                                                                         |     |          |    |  |
| |          |                                                                         | 1.  | 2.       | 3. |  |
| 1. |          | Tímea Babosová Irina Kuzminová                                          | 6 3 | 6 4      |    |  |
| 2. |          | Gréta Arnová Līga Dekmeijereová                                         | 6 3 | 6 0      |    |  |
| 3. |          | Tímea Babosová / Réka-Luca Janiová Līga Dekmeijereová / Irina Kuzminová | 6 4 | 6 3      |    |  |
| |          |                                                                         |     |          |    |  |
| |          |                                                                         |     |          |    |  |
| |          |                                                                         |     |          |    |  |
| |          |                                                                         |     |          |    |  |
| |          |                                                                         |     |          |    |  |

### Nizozemsko vs. Maďarsko
| | Nizozemsko | 3 :                                                                         | 0   | Maďarsko |     |  |
| --- | ---------- | --------------------------------------------------------------------------- | --- | -------- | --- |  |
| Municipal Tennis Club, Ejlat, Izrael 3. února 2011 tvrdý (venku) |            |                                                                             |     |          |     |  |
| \| \| \| \| 1. \| 2. \| 3. \| \| \| -- \| \| --------------------------------------------------------------------------- \| --- \| --- \| --- \| \| \| 1. \| \| Michaëlla Krajiceková Tímea Babosová \| 6 2 \| 6 3 \| \| \| \| 2. \| \| Arantxa Rusová Gréta Arnová \| 6 2 \| 6 4 \| \| \| \| 3. \| \| Kiki Bertensová / Richel Hogenkampová Réka-Luca Janiová / Katalin Marosiová \| 2 6 \| 6 2 \| 6 2 \| \| \| \| \| \| \| \| \| \| \| \| \| \| \| \| \| \| \| \| \| \| \| \| \| \| \| \| \| \| \| \| \| \| \| \| \| \| \| \| \| \| |            |                                                                             |     |          |     |  |
| |            |                                                                             | 1.  | 2.       | 3.  |  |
| 1. |            | Michaëlla Krajiceková Tímea Babosová                                        | 6 2 | 6 3      |     |  |
| 2. |            | Arantxa Rusová Gréta Arnová                                                 | 6 2 | 6 4      |     |  |
| 3. |            | Kiki Bertensová / Richel Hogenkampová Réka-Luca Janiová / Katalin Marosiová | 2 6 | 6 2      | 6 2 |  |
| |            |                                                                             |     |          |     |  |
| |            |                                                                             |     |          |     |  |
| |            |                                                                             |     |          |     |  |
| |            |                                                                             |     |          |     |  |
| |            |                                                                             |     |          |     |  |

### Rumunsko vs. Lotyšsko
| | Rumunsko | 2 :                                                                           | 1   | Lotyšsko |     |  |
| --- | -------- | ----------------------------------------------------------------------------- | --- | -------- | --- |  |
| Municipal Tennis Club, Ejlat, Izrael 3. února 2011 tvrdý (venku) |          |                                                                               |     |          |     |  |
| \| \| \| \| 1. \| 2. \| 3. \| \| \| -- \| \| ----------------------------------------------------------------------------- \| --- \| --- \| --- \| \| \| 1. \| \| Monica Niculescuová Irina Kuzminová \| 6 4 \| 6 2 \| \| \| \| 2. \| \| Alexandra Dulgheruová Līga Dekmeijereová \| 6 2 \| 6 1 \| \| \| \| 3. \| \| Cristina Dinuová / Alexandra Dulgheruová Līga Dekmeijereová / Irina Kuzminová \| 4 6 \| 6 0 \| 5 7 \| \| \| \| \| \| \| \| \| \| \| \| \| \| \| \| \| \| \| \| \| \| \| \| \| \| \| \| \| \| \| \| \| \| \| \| \| \| \| \| \| \| |          |                                                                               |     |          |     |  |
| |          |                                                                               | 1.  | 2.       | 3.  |  |
| 1. |          | Monica Niculescuová Irina Kuzminová                                           | 6 4 | 6 2      |     |  |
| 2. |          | Alexandra Dulgheruová Līga Dekmeijereová                                      | 6 2 | 6 1      |     |  |
| 3. |          | Cristina Dinuová / Alexandra Dulgheruová Līga Dekmeijereová / Irina Kuzminová | 4 6 | 6 0      | 5 7 |  |
| |          |                                                                               |     |          |     |  |
| |          |                                                                               |     |          |     |  |
| |          |                                                                               |     |          |     |  |
| |          |                                                                               |     |          |     |  |
| |          |                                                                               |     |          |     |  |

### Nizozemsko vs. Lotyšsko
| | Nizozemsko | 3 :                                                                        | 0   | Lotyšsko |    |  |
| --- | ---------- | -------------------------------------------------------------------------- | --- | -------- | -- |  |
| Municipal Tennis Club, Ejlat, Izrael 4. února 2011 tvrdý (venku) |            |                                                                            |     |          |    |  |
| \| \| \| \| 1. \| 2. \| 3. \| \| \| -- \| \| -------------------------------------------------------------------------- \| --- \| --- \| -- \| \| \| 1. \| \| Kiki Bertensová Lina Lileikiteová \| 6 2 \| 6 1 \| \| \| \| 2. \| \| Michaëlla Krajiceková Līga Dekmeijereová \| 6 2 \| 6 2 \| \| \| \| 3. \| \| Kiki Bertensová / Richel Hogenkampová Līga Dekmeijereová / Irina Kuzminová \| 6 1 \| 6 3 \| \| \| \| \| \| \| \| \| \| \| \| \| \| \| \| \| \| \| \| \| \| \| \| \| \| \| \| \| \| \| \| \| \| \| \| \| \| \| \| \| \| \| |            |                                                                            |     |          |    |  |
| |            |                                                                            | 1.  | 2.       | 3. |  |
| 1. |            | Kiki Bertensová Lina Lileikiteová                                          | 6 2 | 6 1      |    |  |
| 2. |            | Michaëlla Krajiceková Līga Dekmeijereová                                   | 6 2 | 6 2      |    |  |
| 3. |            | Kiki Bertensová / Richel Hogenkampová Līga Dekmeijereová / Irina Kuzminová | 6 1 | 6 3      |    |  |
| |            |                                                                            |     |          |    |  |
| |            |                                                                            |     |          |    |  |
| |            |                                                                            |     |          |    |  |
| |            |                                                                            |     |          |    |  |
| |            |                                                                            |     |          |    |  |

### Maďarsko vs. Rumunsko
| | Maďarsko | 1 :                                                                    | 2   | Rumunsko |    |  |
| --- | -------- | ---------------------------------------------------------------------- | --- | -------- | -- |  |
| Municipal Tennis Club, Ejlat, Izrael 4. února 2011 tvrdý (venku) |          |                                                                        |     |          |    |  |
| \| \| \| \| 1. \| 2. \| 3. \| \| \| -- \| \| ---------------------------------------------------------------------- \| --- \| --- \| -- \| \| \| 1. \| \| Réka-Luca Janiová Monica Niculescuová \| 0 6 \| 2 6 \| \| \| \| 2. \| \| Tímea Babosová Alexandra Dulgheruová \| 1 6 \| 1 6 \| \| \| \| 3. \| \| Gréta Arnová / Tímea Babosová Cristina Dinuová / Alexandra Dulgheruová \| 7 5 \| 6 0 \| \| \| \| \| \| \| \| \| \| \| \| \| \| \| \| \| \| \| \| \| \| \| \| \| \| \| \| \| \| \| \| \| \| \| \| \| \| \| \| \| \| \| |          |                                                                        |     |          |    |  |
| |          |                                                                        | 1.  | 2.       | 3. |  |
| 1. |          | Réka-Luca Janiová Monica Niculescuová                                  | 0 6 | 2 6      |    |  |
| 2. |          | Tímea Babosová Alexandra Dulgheruová                                   | 1 6 | 1 6      |    |  |
| 3. |          | Gréta Arnová / Tímea Babosová Cristina Dinuová / Alexandra Dulgheruová | 7 5 | 6 0      |    |  |
| |          |                                                                        |     |          |    |  |
| |          |                                                                        |     |          |    |  |
| |          |                                                                        |     |          |    |  |
| |          |                                                                        |     |          |    |  |
| |          |                                                                        |     |          |    |  |